# Entre la gente sencilla
«Entre la gente sencilla / El Oportunista» es el cuarto sencillo de Congreso, editado en 1972, bajo etiqueta EMI Odeón.
Se supone, que es una muestra para el disco que sería editado en 1973, Terra Incógnita, pero que por el Golpe de Estado, es editado en 1975.

## Lista de canciones
1. Entre la gente sencilla.
2. El Oportunista.

## Músicos
- Francisco Sazo: Voz, flauta dulce, rondador y quena.
- Sergio "Tilo" González: Batería, percusión, piano y guitarra.
- Fernando González: Guitarra eléctrica y guitarra acústica.
- Patricio González: Guitarra de doce cuerdas, violoncelo.
- Fernando Hurtado: Voz, bajo eléctrico y acústico.
- Renato Vivaldi: Flauta traversa en do y sol, tarka y rondador.

- Datos: Q5834385